# Eksklawa

C jest eksklawą państwa B i enklawą państwa A

C jest eksklawą państwa B, nie jest jednak enklawą

Eksklawa – część terytorium państwa lub innej jednostki administracyjnej, położona w oddzieleniu od głównego jego obszaru, lecz na tym samym obszarze lądowym (przeważnie kontynent). Może być otoczona terytorium innego państwa lub jednostki administracyjnej, stanowi wtedy jednocześnie enklawę.

## Eksklawy międzynarodowe

### Historyczne

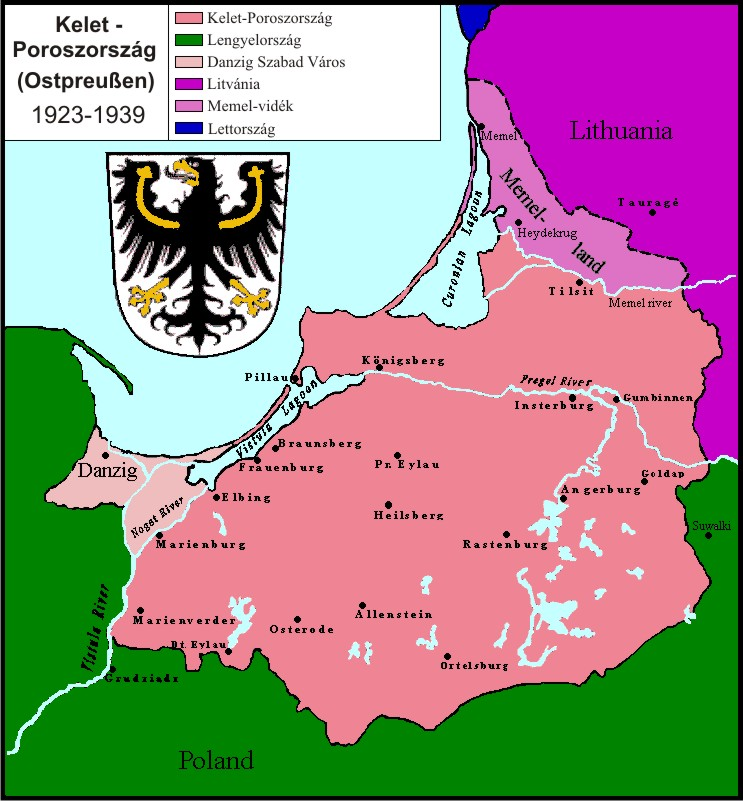
Prusy Wschodnie były eksklawą niemiecką

- W okresie międzywojennym w latach 1926–1939 do Rzeczypospolitej Polskiej należał półwysep Westerplatte, który był polską eksklawą na terenie Wolnego Miasta Gdańska,
- Gdańsk wraz z częścią terenów przyległych stanowił odciętą od reszty kraju przez terytorium Prus eksklawę I Rzeczypospolitej w latach 1772-1793 (pomiędzy I a II rozbiorem),
- należące do Niemiec Prusy Wschodnie oddzielone przez terytorium polskie w latach 1920–1939,
- polska eksklawa w terytorium Czechosłowacji w latach 1945–1958[1][2],
- eksklawy Berlina –  powstałe w 1945 roku po podziale Berlina na sektory w czasie alianckiej okupacji Niemiec, zlikwidowane częściowo w 1971 i całkowicie w 1988 roku,
- na pograniczu indyjsko-bengalskim było 92 eksklaw Bangladeszu i 106 eksklaw Indii, część z tych eksklaw znajdowała się w eksklawach. Wszystkie eksklawy zostały rozwiązane w 2015 poprzez szereg korekt granicznych[3].

### Istniejące
Przykłady eksklaw międzynarodowych:

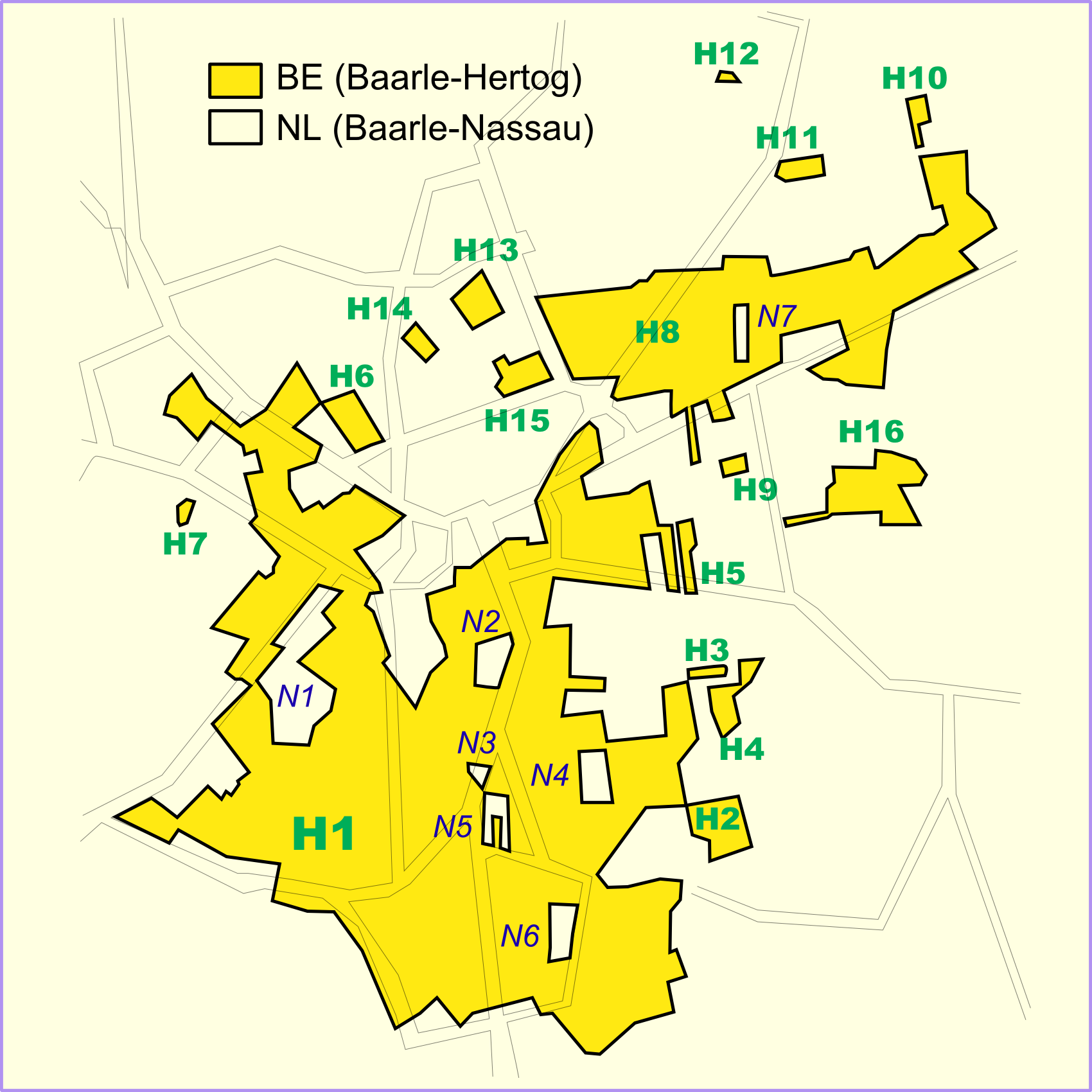
Belgijskie eksklawy w Holandii. Żółty – belgijskie Baarle-Hertog; jasny żółty – holenderskie Baarle-Nassau

- belgijskie miasto Baarle-Hertog stanowi grupę 22 eksklaw na terytorium holenderskiego miasta Baarle-Nassau, dodatkowo w eksklawach belgijskich znajduje się siedem eksklaw holenderskich,
- niemieckie Büsingen am Hochrhein stanowi enklawę w terytorium szwajcarskiego kantonu Szafuza,
- włoskie miasto Campione d’Italia wewnątrz szwajcarskiego kantonu Ticino,
- Alaska oddzielona od pozostałej części Stanów Zjednoczonych przez Kanadę,
- Kabinda położona na północ od głównego terytorium Angoli, położona między Demokratyczną Republiką Konga i Kongiem,
- należący do Rosji obwód królewiecki między Polską a Litwą nad Bałtykiem,
- rosyjska eksklawa Miedwieżje-Sańkowo, otoczona terytorium Białorusi,
- hiszpańskie miasta Ceuta i Melilla na północnym wybrzeżu Maroka,
- Llívia – hiszpańska eksklawa we Francji,
- 8 gmin (w tym miasto Dubrownik) żupanii dubrownicko-neretwiańskiej – eksklawa chorwacka nad Morzem Adriatyckim, oddzielona od reszty Chorwacji przez Bośnię i Hercegowinę (od 2022 r. istnieje most łączący główną część Chorwacji z półwyspem Pelješac będącym częścią eksklawy, pozwalając ominąć terytorium bośniackie),
- Oecussi-Ambeno, część Timoru Wschodniego położona na wybrzeżu indonezyjskim,
- Ras al-Dżibal – część terytorium Omanu nad cieśniną Ormuz otoczona od strony lądu przez terytorium Zjednoczonych Emiratów Arabskich,
- Dystrykt Temburong – jeden z czterech dystryktów Brunei, oddzielony od reszty terytorium państwa przez Malezję i wody Zatoki Brunei,
- trzy eksklawy Uzbekistanu (części wilajetu fergańskiego) otoczone terytorium Kirgistanu,
- dwie eksklawy Tadżykistanu (części wilajetu sogdyjskiego) otoczone terytorium Kirgistanu,
- Nachiczewańska Republika Autonomiczna – oddzielona terytorium Armenii eksklawa Azerbejdżanu.

## W Polsce

### Województwa
Obecnie w Polsce nie ma eksklaw na poziomie wojewódzkim. Jednak w jednym miejscu niemal istnieje eksklawa – mający powierzchnię ok. 6,3 ha fragment gminy Jutrosin leżącej w województwie wielkopolskim (powiat rawicki) znajduje się na terenie gminy Cieszków leżącej w województwie dolnośląskim (powiat milicki), a z właściwym terytorium gminy Jutrosin styka się na szerokości drogi polnej łączącej oba obszary.
Do końca 1998 roku istniała eksklawa wojewódzka. W latach 1975–98 wieś Zabieżki była częścią województwa warszawskiego otoczoną ze wszystkich stron obszarem województwa siedleckiego.

### Powiaty
Przykłady eksklaw powiatów w Polsce:
- miasto Sławków będące częścią powiatu będzińskiego oddzieloną od jego głównego obszaru miastem na prawach powiatu Dąbrowa Górnicza,
- gmina Igołomia-Wawrzeńczyce będące częścią powiatu krakowskiego oddzieloną od jego głównego obszaru powiatem proszowickim i miastem na prawach powiatu Kraków,
- powiat rybnicki składa się z trzech osobnych części rozdzielonych terytorium miasta na prawach powiatu Rybnik,
- gmina Fabianki będące częścią powiatu włocławskiego oddzieloną od jego głównego obszaru miastem na prawach powiatu Włocławek,
- wieś Lisek stanowiąca część gminy Fabianki w powiecie włocławskim położona około 1,5 km w linii prostej od granicy gminy i otoczona całkowicie terenami gmin Lipno i Bobrowniki należącymi do powiatu lipnowskiego (obszar eksklawy wynosi ok. 5 km²),
- część wsi Chyża, leżącej w powiecie zamojskim (gmina Zamość), stanowi enklawę, liczącą ok. 10,5 ha, na obszarze miasta na prawach powiatu Zamość; od powiatu zamojskiego oddzielona jest pasem terytorium Zamościa o szerokości ok. 90 m[5],
- niewielki fragment gminy Goczałkowice-Zdrój wchodzącej w skład powiatu pszczyńskiego stanowi enklawę na terenie gminy Chybie w powiecie cieszyńskim – jest to fragment doliny Bajorki oddzielony od pozostałej części powiatu pszczyńskiego nasypem linii kolejowej należącym do powiatu cieszyńskiego (odległość eksklawy od głównego terytorium powiatu pszczyńskiego wynosi ok. 35 m)[6],
- Żory, będące miastem na prawach powiatu, posiadają eksklawę znajdującą się pomiędzy miastem na prawach powiatu Rybnik, a gminą Świerklany w powiecie rybnickim; obszar ten leży w odległości ok. 50 m od głównej części miasta i ma ok. 13,5 ha powierzchni[7],
- fragment gminy Zduńska Wola wchodzącej w skład powiatu zduńskowolskiego znajduje się na terenie gminy wiejskiej Sieradz wchodzącej w skład powiatu sieradzkiego; eksklawa leży w odległości ok. 100 m od zasadniczego obszaru powiatu i liczy ok. 1,2 km² powierzchni[8],
- dwa fragmenty gminy Jaworze wchodzącej w skład powiatu bielskiego znajdują się na terenie gminy Brenna wchodzącej w skład powiatu cieszyńskiego; są to dwa fragmenty przysiółka Jasionki wsi Jaworze – pierwszy o powierzchni ok. 2 ha leży w odległości ok. 10 m od zasadniczego obszaru powiatu, drugi o powierzchni ok. 5 ha leży w odległości ok. 40 m od zasadniczego obszaru powiatu i ok. 80 m od pierwszej eksklawy[9],
- dwa fragmenty gminy Dobrzyca, powiat pleszewski na obszarze wsi Koźminiec otoczone obszarem gminy Rozdrażew, powiat krotoszyński. Pierwszy z nich o powierzchni ok. 10 ha ma tylko jeden punkt styczny z właściwym obszarem gminy Dobrzyca, drugi o powierzchni ok. 5 ha, na terenie którego znajduje się budynek mieszkalny otoczony jest ze wszystkim stron obszarem gminy Rozdrażew. Teren ten znajduje się w odległości od ok. 20 do ok. 60 metrów od granic właściwego obszaru gminy Dobrzyca[10].
- działka nr 2056 będąca częścią Powiatu Miasta Gdynia znajduje się na terenie gminy Kosakowo wchodzącej w skład powiatu puckiego[11].

### Gminy
Liczne gminy składają się z kilku fragmentów (część z nich to jednocześnie eksklawy powiatowe) – najczęściej dzieje się tak, gdy miasto, będące siedzibą gminy jest osobną gminą miejską, pozostawiając rozkawałkowaną gminę wiejską, np. gmina Włodawa, gmina Koło, gmina Głogów, gmina Tarnów (składa się z trzech fragmentów), gmina Łowicz. Rzadsze są przypadki, gdy obszar gminy rozdzielony jest terenem innej gminy, np.: gmina Mierzęcice, gmina Brwinów, gmina Stopnica, gmina Lubanie.
Wykaz eksklaw gminnych (bez eksklaw będących jednocześnie na poziomie powiatowym wymienionych w sekcji „Powiaty”)
| Gmina                     | Powiat         | Liczba eksklaw | Uwagi | Źródło danych |
| ------------------------- | -------------- | -------------- | --- | ------------- |
| gmina Białe Błota         | bydgoski       | 1              | eksklawa to bardzo mały fragment gminy o pow. ok. 235 m², leżący ok. 13 m od głównej części gminy i będący enklawą na terenie gminy Nowa Wieś Wielka | [ 12 ]        |
| gmina Bochnia             | bocheński      | 1              | gmina składa się z 2 części rozdzielonych miastem Bochnia będącym osobną gminą | [ 13 ]        |
| gmina Brwinów             | pruszkowski    | 1              | eksklawę stanowią wsie Żółwin i Owczarnia | [ 14 ]        |
| gmina Chełmiec            | nowosądecki    | 1              | eksklawa to niewielki fragment gminy o pow. ok. 1,7 km², leżący ok. 900 m od głównej części gminy, obejmujący wieś Kunów | [ 15 ]        |
| gmina Chełmno             | chełmiński     | 2              | gmina składa się z 3 części rozdzielonych miastem Chełmno będącym osobną gminą | [ 16 ]        |
| gmina Dobryszyce          | radomszczański | 1              | eksklawa to fragment gminy o pow. ok. 5,3 km², leżący ok. 100 m od głównej części gminy, obejmujący miejscowości: Borowa, Huta Brudzka, Kotlewy i Janów | [ 17 ]        |
| gmina Głogów              | głogowski      | 1              | gmina składa się z 2 części rozdzielonych miastem Głogów będącym osobną gminą | [ 18 ]        |
| gmina Głusk               | lubelski       | 1              | eksklawa to niewielki fragment gminy o pow. ok. 1,4 km², leżący ok. 100 m od głównej części gminy, obejmujący wieś Nowiny (eksklawa oddzielona jest miastem Lublin) | [ 19 ]        |
| gmina Grudziądz           | grudziądzki    | 1              | gmina składa się z 2 części rozdzielonych miastem Grudziądz będącym osobną gminą (miasto na prawach powiatu) | [ 20 ]        |
| gmina Jarosław            | jarosławski    | 1              | gmina składa się z 2 części rozdzielonych miastem Jarosław będącym osobną gminą | [ 21 ]        |
| gmina Jasło               | jasielski      | 1              | gmina składa się z 2 części rozdzielonych miastem Jasło będącym osobną gminą | [ 22 ]        |
| gmina Jordanów            | suski          | 1              | gmina składa się z 2 części rozdzielonych miastem Jordanów będącym osobną gminą | [ 23 ]        |
| gmina Koło                | kolski         | 1              | gmina składa się z 2 części rozdzielonych miastem Koło będącym osobną gminą | [ 24 ]        |
| gmina Kraśnik             | kraśnicki      | 1              | gmina składa się z 2 części rozdzielonych miastem Kraśnik będącym osobną gminą – eksklawę stanowi niewielki fragment gminy o powierzchni ok. 1,4 km², ze wsią Ośrodek-Wyżnica | [ 25 ]        |
| gmina Leżajsk             | leżajski       | 1              | gmina składa się z 2 części rozdzielonych miastem Leżajsk będącym osobną gminą | [ 26 ]        |
| gmina Liw                 | węgrowski      | 1              | gmina składa się z 2 części rozdzielonych miastem Węgrów będącym osobną gminą i siedzibą gminy Liw. Mniejsza część gminy obejmuje jedynie wieś Jartypory. | [ 27 ]        |
| gmina Lubanie             | włocławski     | 1              | eksklawa to niezamieszkany fragment gminy o pow. ok. 6,9 km², leżący ok. 1,3 km od głównej części gminy | [ 28 ]        |
| gmina Lubartów            | lubartowski    | 1              | gmina składa się z dwóch części rozdzielonych miastem Lubartów będącym osobną gminą. Mniejsza część gminy o powierzchni 2,5 km² graniczy tylko przez czwórstyk z główną częścią gminy i obejmuje wieś Chlewiska, będącą eksklawą w gminie Niedźwiada                               | [ 29 ]        |
| gmina Łowicz              | łowicki        | 1              | gmina składa się z 2 części rozdzielonych miastem Łowicz będącym osobną gminą | [ 30 ]        |
| gmina Mielec              | mielecki       | 1              | gmina składa się z 2 części rozdzielonych miastem Mielec będącym osobną gminą | [ 31 ]        |
| Mielec (gmina miejska)    | mielecki       | 1              | eksklawa to niewielki fragment gminy o pow. ok. 1,1 km², leżący ok. 3,5 km od głównej części gminy, obejmujący dzielnicę (część miasta) Łuże | [ 32 ]        |
| gmina Mierzęcice          | będziński      | 1              | eksklawa to niewielki niezabudowany fragment gminy o pow. ok. 0,8 km², leżący ok. 1,8 km od głównej części gminy | [ 33 ]        |
| gmina Ostrowice           | drawski        | 1              | obszar istniejącej do końca 2018 gminy podzielony był na dwie części jeziorem Siecino należącym do gminy Złocieniec | [ 34 ]        |
| gmina Ostrów Wielkopolski | ostrowski      | 1              | gmina składa się z 2 części rozdzielonych miastem Ostrów Wielkopolski będącym osobną gminą | [ 35 ]        |
| gmina Pabianice           | pabianicki     | 1              | gmina składa się z 2 części rozdzielonych miastem Pabianice będącym osobną gminą | [ 36 ]        |
| gmina Pilchowice          | gliwicki       | 1              | eksklawa to niewielki niezabudowany fragment gminy o pow. ok. 0,7 km², leżący ok. 600 m od głównej części gminy | [ 37 ]        |
| gmina Przemyśl            | przemyski      | 1              | gmina składa się z 2 części rozdzielonych miastem Przemyśl będącym osobną gminą (miasto na prawach powiatu) | [ 38 ]        |
| gmina Radomsko            | radomszczański | 1              | gmina składa się z 2 części rozdzielonych miastem Radomsko będącym osobną gminą | [ 39 ]        |
| gmina Sępólno Krajeńskie  | sępoleński     | 1              | eksklawa to niewielki niezamieszkany fragment gminy o pow. ok. 0,3 ha, leżący ok. 90 m od głównej części gminy | [ 40 ]        |
| gmina Sochaczew           | sochaczewski   | 1              | gmina składa się z 2 części rozdzielonych miastem Sochaczew będącym osobną gminą | [ 41 ]        |
| gmina Stargard            | stargardzki    | 1              | gmina składa się z 2 części rozdzielonych miastem Stargard będącym osobną gminą | [ 42 ]        |
| gmina Stopnica            | buski          | 2              | spory osobny fragment gminy z miejscowościami Bosowice, Zaborze, Jakubiec, Wymysłów i Dąbrówka, leżący ok. 50 m od głównej części gminy oraz niewielki niezamieszkany fragment gminy o pow. ok. 2,7 ha, leżący ok. 360 m od głównej części gminy i będący enklawą w gminie Pacanów | [ 43 ] [ 44 ] |
| gmina Tarnów              | tarnowski      | 2              | gmina składa się z 3 części rozdzielonych miastem Tarnów będącym osobną gminą (miasto na prawach powiatu) | [ 45 ]        |
| gmina Włodawa             | włodawski      | 1              | gmina składa się z 2 części rozdzielonych miastem Włodawa będącym osobną gminą | [ 46 ]        |

### Miasta

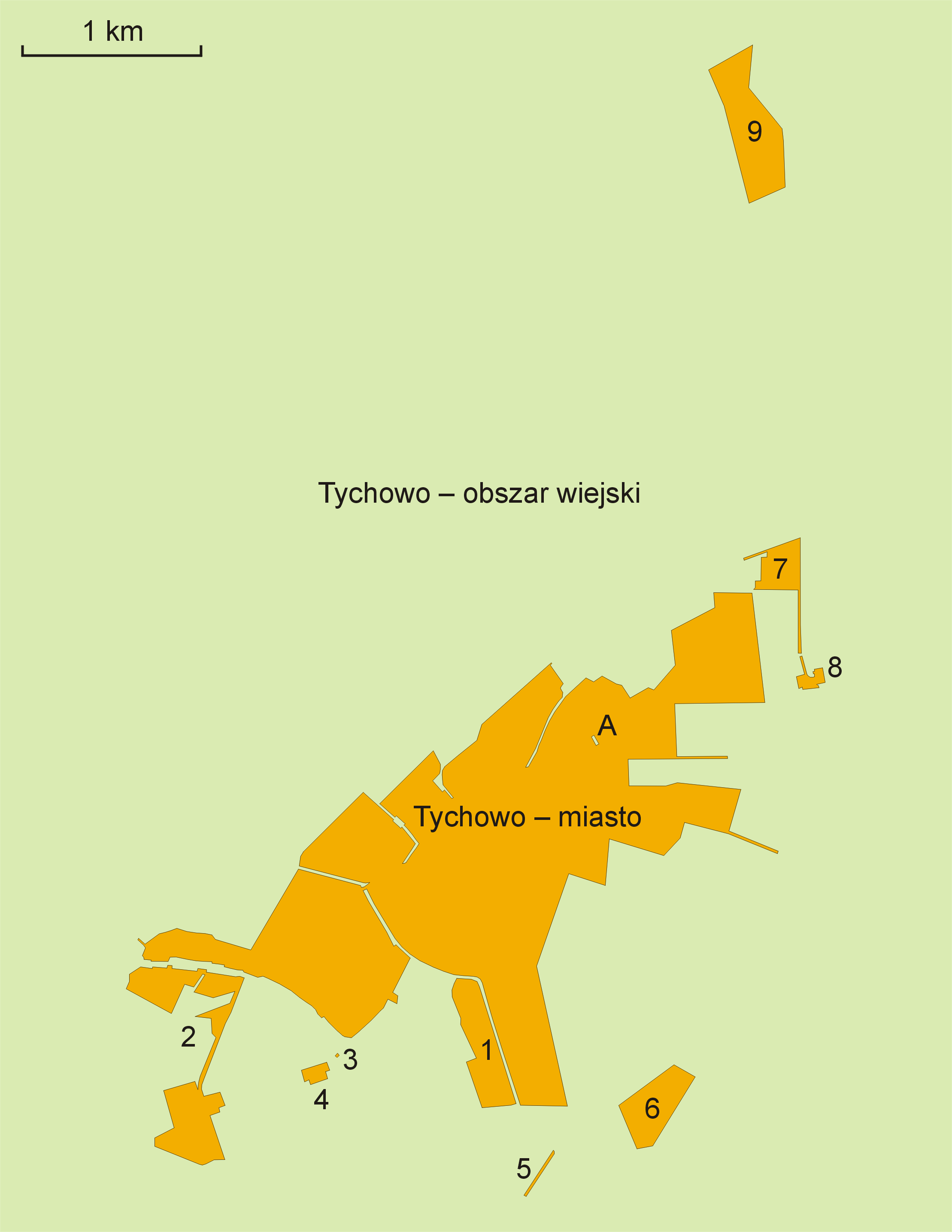
Granice administracyjne miasta Tychowa przed 2013 rokiem – cyframi od 1 do 9 oznaczono eksklawy miasta, literą A oznaczono eksklawę obszaru wiejskiego gminy, która znajdowała się na terenie miasta. 1 stycznia 2013 roku dokonano korekty granic miasta likwidując wszystkie eksklawy.

W tabeli poniżej wymienione są tylko eksklawy w miastach niebędących samodzielnymi gminami (miasta w gminach miejsko-wiejskich). W tych przypadkach są to eksklawy obszaru miasta znajdujące się na obszarze wiejskim danej gminy. Ponadto eksklawy posiadają opisane powyżej: miasta na prawach powiatu Gdynia i Żory oraz miasto Mielec będące gminą miejską.
| Miasto    | Powiat       | Liczba eksklaw | Uwagi                                            | Źródło danych |
| --------- | ------------ | -------------- | ------------------------------------------------ | ------------- |
| Miechów   | miechowski   | 1              | eksklawa leży ok. 900 m od głównej części miasta | [ 47 ]        |
| Nowa Dęba | tarnobrzeski | 1              | eksklawa leży ok. 260 m od głównej części miasta | [ 48 ]        |
| Więcbork  | sępoleński   | 1              | eksklawa leży ok. 150 m od głównej części miasta | [ 49 ]        |

Ponadto w przypadku trzech miast występuje przypadek istnienia eksklawy obszaru wiejskiego na terenie miasta (enklawa w mieście). Pierwszy to, opisany wyżej, przypadek Zamościa (jest to eksklawa na poziomie powiatowym), drugim przypadek miasta Polkowice, znajdującego się w powiecie polkowickim (gmina miejsko-wiejska Polkowice) – eksklawa obszaru wiejskiego znajduje się na terenie miasta, ok. 30 m od właściwego obszaru terenu wiejskiego i ma ok. 0,3 ha powierzchni.